# Miyuki (1929)
El Miyuki (深雪 nieve profunda?) fue el cuarto destructor de la Clase Fubuki. Sirvió en la Armada Imperial Japonesa hasta su hundimiento accidental en 1934.

## Historia
El Miyuki fue uno de los dos destructores de su clase que no fueron hundidos en combate durante la Segunda Guerra Mundial, ya que resultó hundido previamente a la misma tras una colisión con un destructor de la Clase Akatsuki en el Estrecho de Corea el 29 de junio de 1934 en la posición (33°00′N 125°30′E / 33.000, 125.500). El destructor que le embistió pudo ser el Inazuma

 según la mayoría de las fuentes, o bien el Ikazuchi.